# هان جون وو
هان جون وو (انگلیسی: Han Joon-woo؛ زادهٔ ۲۸ مارس ۱۹۸۴) بازیگر و مدل اهل کره جنوبی است. او به خاطر ایفای نقش در درام‌های ملودرام باش، خانواده غریبه من و یادبودها شناخته می‌شود.

## زندگی‌نامه و حرفه
هان جون وو یک بازیگر اهل کره جنوبی و زادهٔ ۲۸ مارس ۱۹۸۴ است. او از دانشگاه ماساچوست فارغ‌التحصیل شده‌است. او حرفهٔ خود را به عنوان بازیگر در سال ۲۰۱۳ آغاز کرد. او در فیلم‌های تازا: کارت پنهان و گانگنام بلوز حضور پیدا کرده‌است. در سال ۲۰۱۷، او در فیلم ۱۹۸۷: وقتی روز فرا می‌رسد و همچنین درام‌های کفتار، خانواده غریبه من و یادبودها ایفای نقش کرده‌است.

## فیلم‌شناسی

### مجموعه تلویزیونی
| سال  | عنوان            | نقش           | منابع  |
| ---- | ---------------- | ------------- | ------ |
| ۲۰۱۹ | ملودرام باش      | هونگ ده       | [ ۹ ]  |
| ۲۰۲۰ | کفتار            | کیم یونگ جون  | [ ۱۰ ] |
| ۲۰۲۰ | خانواده غریبه من | کیم سانگ شیک  | [ ۱۱ ] |
| ۲۰۲۰ | یادبودها         | کیم مین جه    | [ ۱۲ ] |
| ۲۰۲۱ | شماره صحنه عشق   | پارک جونگ سوک | [ ۱۳ ] |
| ۲۰۲۱ | شادی             | کیم سه هون    | [ ۱۴ ] |
| ۲۰۲۲ | پاچینکو          | بک یوسِب       | [ ۱۵ ] |

### فیلم
| سال  | عنوان                    | نقش           | منابع  |
| ---- | ------------------------ | ------------- | ------ |
| ۲۰۱۳ | آقای گو                  | گزارشگر       | [ ۱۶ ] |
| ۲۰۱۴ | تازا: کارت پنهان         | چوی وانگ گون  | [ ۱۷ ] |
| ۲۰۱۵ | گانگنام بلوز             | تام           | [ ۱۸ ] |
| ۲۰۱۵ | بیست                     | دی‌جی کلاب     | [ ۱۹ ] |
| ۲۰۱۷ | ۱۹۸۷: وقتی روز فرا می‌رسد | مرد لباس سیاه | [ ۲۰ ] |
| ۲۰۱۷ | کالینگ                   | تایلر         | [ ۲۱ ] |
| ۲۰۱۹ | رودخانهٔ من               | معلم ارشد     | [ ۲۲ ] |
| ۲۰۱۹ | شغل پرخطر                | کارآگاه       | [ ۲۳ ] |